# Ribeira Chã
Ribeira Chã is een plaats (freguesia) in de Portugese gemeente Lagoa en telt 366 inwoners (2001).